# Soredieuze knoopjeskorst
De soredieuze knoopjeskorst (Bacidina delicata) is een korstmos uit de familie Ramalinaceae. Hij groeit op laanbomen.

## Kenmerken
Hij heeft een korstvormige thallus dat vrij regelmatig korrelig is. Apothecia ontbreken meestal. Indien aanwezig zijn deze wit, klein met een diameter van maximaal 0,5 mm, plat tot bol met een wittige rand. 

## Verspreiding
In Nederland komt hij zeldzaam voor. Hij staat niet op de rode lijst en is niet bedreigd. 